# Hasta Mañana (film)
Pour plus de détails, voir Fiche technique et Distribution.
Hasta Mañana est un film français réalisé par Olivier Vidal et Sebastien Maggiani, sorti en 2014

## Synopsis
Orphelin depuis son jeune âge, Léo grandit au foyer des Cigales. Fragile, il s’est réfugié dans l’écriture et rêve d’être lu par son idole de toujours, le réalisateur Claude Lelouch. Il passe ses journées avec Nino, jeune adolescent de douze ans qui réside lui aussi au foyer. Ils sont inséparables, comme deux frères. Un jour, Nino disparaît avec la nouvelle que Léo vient de terminer. Il a laissé un mot expliquant les raisons de sa fugue : trouver Claude Lelouch et lui apporter l’histoire.
Au fil de son périple, Nino envoie des lettres à Léo, lui contant l’évolution de son aventure. Léo se doute que les raisons de la fugue de son ami, sont d’une autre nature.

## Financement
Le financement du film débute par une campagne de financement participatif, récoltant 1400 € sur la plateforme Ulule. Par la suite en 2012, les réalisateurs se rendent au Festival de Cannes afin de poursuivre leur recherche de financements. Ils rencontrent un producteur qui parvient à réunir les fonds nécessaires.

## Accueil

### Accueil critique
En France, le site Allociné propose une note moyenne de 2,4⁄5, d'après l'interprétation de 9 critiques de presse et de 3,8⁄5 pour les avis des spectateurs. Favorable, le magazine Première souligne « qu'une amorce d'univers se déploie ici et qu'une voix singulière tente de se faire entendre. On a toutes les raisons d'attendre la mue avec un certain intérêt ». Le Journal Le Monde, lui juge à contrario, le film « d'une nullité affligeante » qui n'évite pas les lourdeurs et les clichés, que cela en devient gênant.

### Hors de France
Il a été acheté par la Slovénie et l'Iran, à la suite de nombreuses sélections dans des festivals internationaux, tels que le Champs-Élysées Film Festival (France), le Festival international du cinéma Méditerranéen (France), le Festival International du Film d'Amour de Mons (Belgique), le Festival du Film d'Enfance du Caire (Égypte), les Enfants du Cinéma (France/Belgique), le Festival du Film de Marbella (Espagne), le Festival du Film de Southampton (Angleterre), le Festival du film d'Arizona (États-Unis) et le Fimucité de musique (Espagne).

### Box office
Le film fait 4000 entrées salles en France.

## Fiche technique
- Titre : Hasta Mañana
- Sociétés de production : Adhesive production, Bonne Nouvelle Productions, So Films Indépendants
- Société de distribution : Zelig Films Distribution
- Pays d'origine :  France
- Langue : français
- Genre : comédie dramatique
- Durée : 80 minutes
- Dates de sortie : 30 juillet 2014

## Distribution
- Amir Ben Abdelmoumen : Nino
- Antoine Gautron : Léo
- Mehdi Nebbou : David
- Delphine Depardieu : Marie
- Samuel Bousbib : Rodolphe
- Hassane Gassama : Mehdi
- Louise Canadas : Anita
- Gregoire Duez : Quentin
- Victor Viel : Axel
- Jean-Christophe Bouvet : Jean-Louis
- Juliette Bettencourt : Laura
- Xavier Inbona : Tom
- Alysson Paradis : La jeune femme
- Jean-Pierre Castaldi : L'aveugle
- Eric Landrein : Le conducteur

## Distinctions et sélections

### Nominations
- Champs-Élysées Film Festival 2013

## Box-office
- France : 4 000 entrées.